# Цветнополля (Новосибірська область)
Цветнополля (рос. Цветнополье) — присілок у Чистоозерному районі Новосибірської області Російської Федерації.
Входить до складу муніципального утворення Новокрасненська сільрада. Населення становить 29 осіб (2010).

## Історія
Згідно із законом від 2 червня 2004 року органом місцевого самоврядування є Новокрасненська сільрада.

## Населення
| 2002 | 2007 | 2010 |
| ---- | ---- | ---- |
| 141  | ↘84  | ↘29  |